# Список умерших в 714 году

## Январь
- 20 января — Филиппик, византийский император (711—713).

## Апрель
- 11 апреля — Гутлак Кроуландский, христианский святой.
- Гримоальд Младший, майордом Нейстрии (696—701/702).

## Июнь
- 1 июня — Аль-Хаджжадж ибн Юсуф (53), полководец, омейядский наместник в Хиджазе (692—694) и в Ираке (694—714).

## Декабрь
- 16 декабря — Пипин Геристальский, майордом Австразии (680—714), Нейстрии и всего Франкского государства (688—695).

## Дата смерти неизвестна или требует уточнения
- Ибрахим ан-Нахаи, исламский учёный-богослов поколения табиинов, муджтахид, один из основателей иракской школы фикха.
- Кир, патриарх Константинопольский (705—711).
- Клотсинда, аббатиса Маршьенского монастыря, святая, почитаемая Католической церковью.
- Нотхельм, король Суссекса (692—714).
- Саид ибн Джубайр, исламский богослов, правовед, толкователь Корана, аскет, один из наиболее известных передатчиков хадисов из поколения табиунов.
- Фланн мак Аэдо, правитель малого брегского королевства Фир Хул Брег (до 714).